# Krystian Nowak
Krystian Nowak (Ełk, 1º aprile 1994) è un calciatore polacco, difensore dell'Andijon.